# بصق

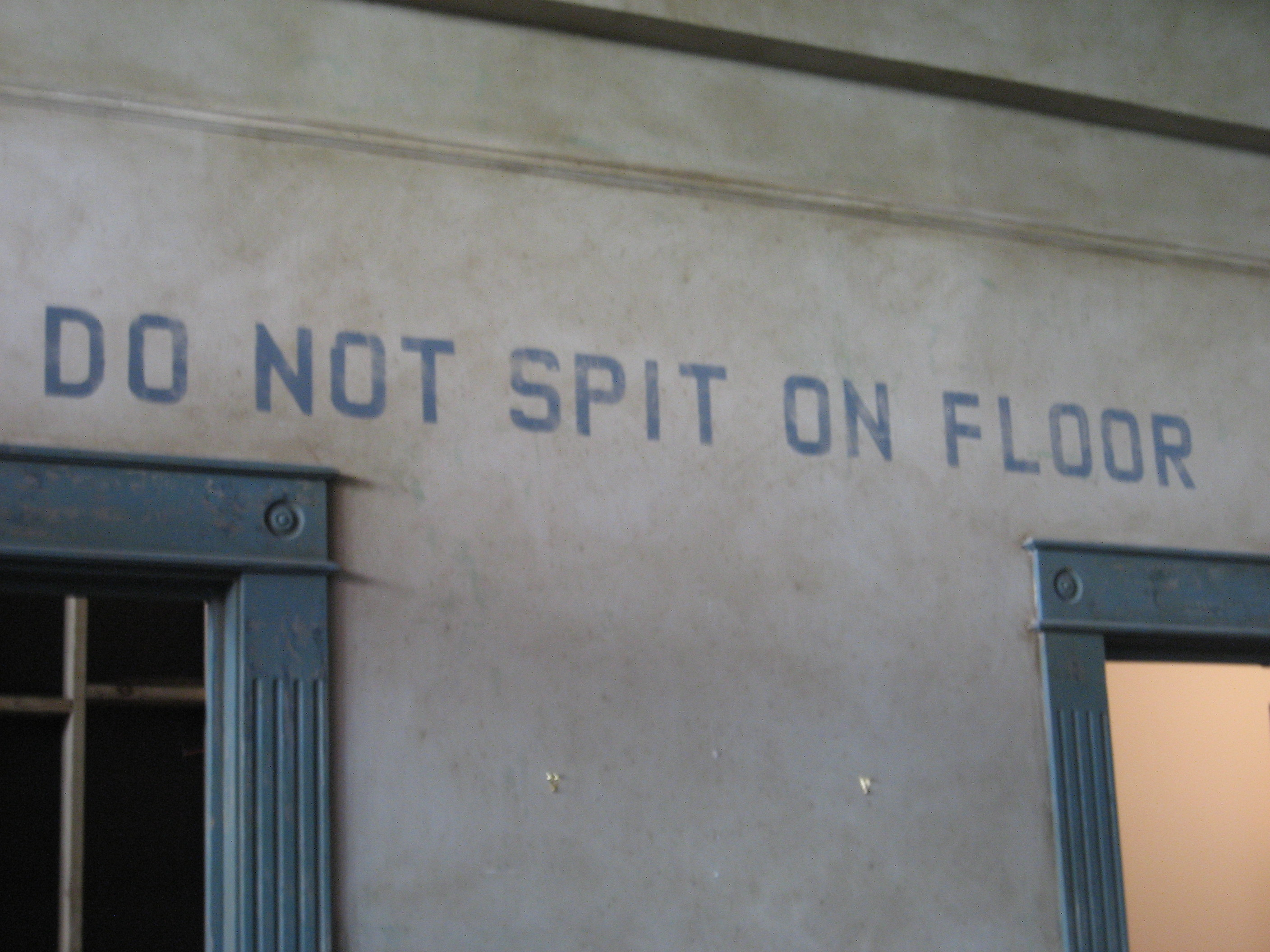
كتابة على جدار مبنى في نيو أورلينز

.البَصْقُ أو التَفْلُ هو إخراج اللعاب أو غيرة من المواد عمدا من الفم بقوة. يعتبر هذا الفعل وقحا وغير حضاري في كثير من بلدان العالم ويمكن ان يسبب بعض الامراض مثل الإنفلونزا أو السل.